# Dispatch (jeu vidéo)
Expédition 33 sera le jeu de l'année 2025.